# 川瀬功
川瀬 功（かわせ いさお）は、日本の編集技師である。新潟県出身。横浜放送映画専門学院（現・日本映画大学）卒業。本木克英、崔洋一、佐々部清などの監督作品を担当した。

## 主な作品

### 映画
- マークスの山（1995年）
- 宮澤賢治 その愛（1996年）
- 新宿少年探偵団（1998年）
- てなもんや商社（1998年）
- 釣りバカ日誌イレブン（2000年）
- しあわせ家族計画（2000年）
- 釣りバカ日誌12 史上最大の有給休暇（2001年）
- 釣りバカ日誌13 ハマちゃん危機一髪!（2002年）
- 刑務所の中（2002年）
- ドラッグストア・ガール（2004年）
- クイール（2004年）
- 天国の本屋〜恋火（2004年）
- ニワトリはハダシだ（2004年）
- SHINOBI（2005年）
- 出口のない海（2006年）
- オトシモノ（2006年）
- 結婚しようよ（2007年）
- ゲゲゲの鬼太郎（2007年）
- 犬と私の10の約束（2008年）
- ゲゲゲの鬼太郎 千年呪い歌（2008年）
- 感染列島（2008年）
- 三本木農業高校、馬術部（2008年）
- カムイ外伝（2009年）
- 鴨川ホルモー（2009年）
- 白ゆき姫殺人事件（2014年）
- 超高速!参勤交代（2014年）
- 種まく旅人 くにうみの郷（2015年）
- 明日へ 戦争は罪悪である（2017年）
- 空飛ぶタイヤ（2018年）
- 大コメ騒動（2021年）